# Dibrova, Pokrovske
Dibrova (în ucraineană Діброва) este un sat în comuna Orlî din raionul Pokrovske, regiunea Dnipropetrovsk, Ucraina.

## Demografie
Componența lingvistică a localității Dibrova
     Ucraineană (94,89%)
     Rusă (5,11%)
Conform recensământului din 2001, majoritatea populației localității Dibrova era vorbitoare de ucraineană (94,89%), existând în minoritate și vorbitori de rusă (5,11%).